# Ctenomys brasiliensis
Ctenomys brasiliensis е вид бозайник от семейство тукотукови (Ctenomyidae).

## Разпространение
Видът е разпространен в Бразилия.